# 智利獨立戰爭

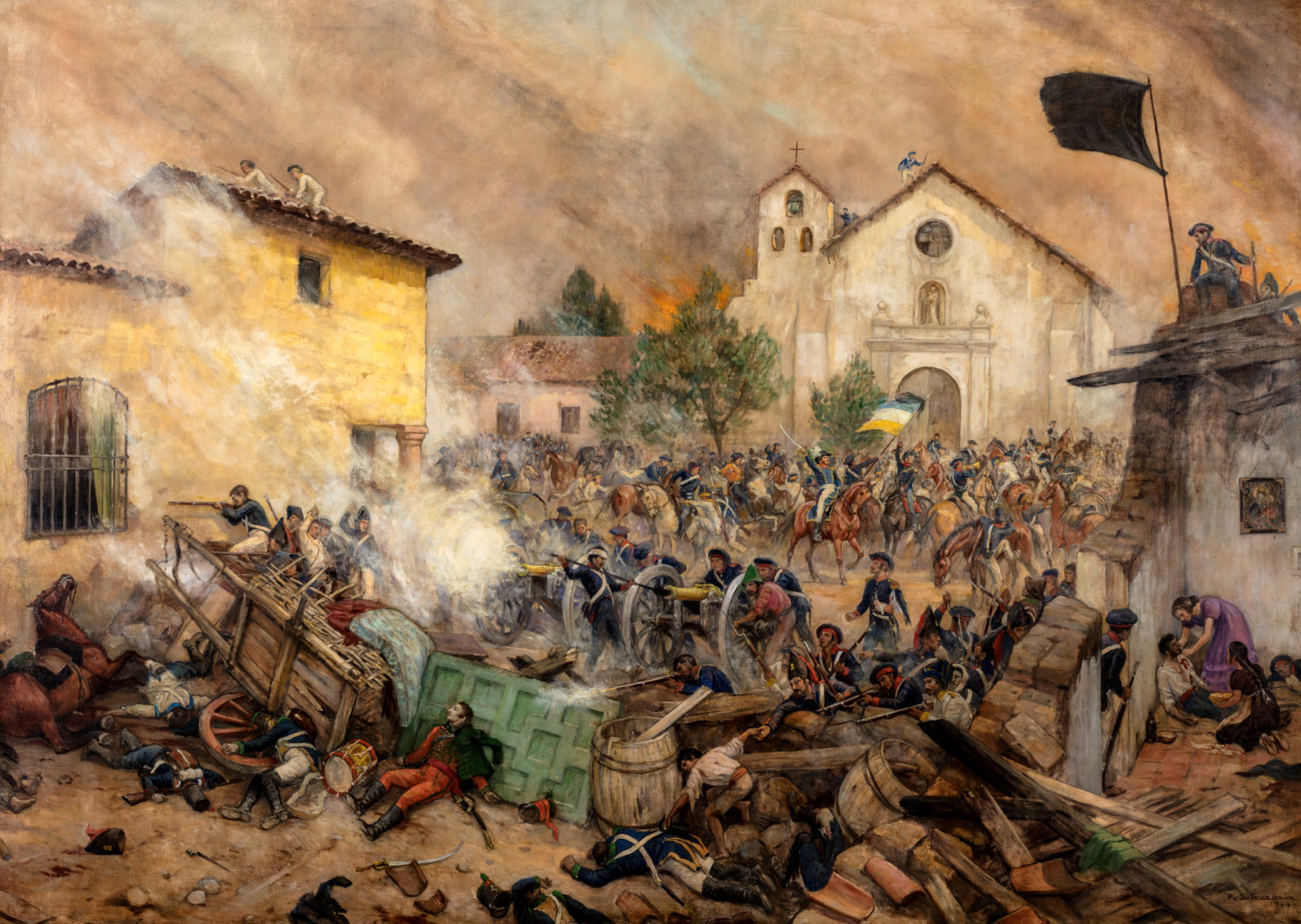
智利獨立戰爭

智利独立战争（西班牙语： Guerra de la Independencia de Chile ）是智利獨立人士為了讓智利从西班牙帝國獨立出去而發動的戰爭，是西班牙美洲獨立戰爭的一部分。戰爭始於1812年。1818年2月12日，智利发表智利獨立宣言。戰爭一直持續至1827年。當年最后一批保皇党军队在阿劳卡尼亚被擊敗。1844年，西班牙承认智利是主權獨立的國家，兩國于同年建立外交关系。 